# پژو تیپ ۸۱
پژو تیپ ۸۱ (Peugeot Type 81) خودرویی است که در سال‌های ۱۹۰۶تولید شده‌است.
این خودرو در کلاس خودرو سایز بزرگ قرار گرفته، طراحی آن خودروهای موتور جلو-محور عقب بوده است.
موتور آن ۲۲۰۷ سی‌سی است.